# Kamehameha I
Kamehameha I (Nascido Kalani, Ilha do Havaí, c.1736 – Ilha do Havaí, 8 ou 10 de maio de 1819) foi o unificador e primeiro rei das ilhas havaianas. Ele fundou o Reino do Havaí em 1795 e se tornou o único governante do arquipélago em 1810 após a vassalagem de Kauai. Além de unificador da ilha, ele também foi seu modernizador, já que estabeleceu relações com potências europeias como o Reino Unido e com os recém independentes Estados Unidos da América. Ele introduziu as primeiras armas de fogo e aboliu a antiga prática havaiana Kapu. Ainda instaurou um sistema de mercado livre na ilha e a primeira lei de proteção a vitimas de guerra, a mamalahoe. Ele morreu em 1819 fazendo-se permanecer a independência e soberania do Havaí por décadas.
Seu nome ainda hoje é lembrado por muitos nacionalistas havaianos e na cultura popular das ilhas, sendo também a inspiração para um fictício golpe da série de animes e mangás Dragon Ball, do cartunista Akira Toriyama.

## Primeiros anos

### Nascimento e Infância
O nascimento de Kamehameha é muito debatido por historiadores e arqueólogos, devido a falta de calendário na antiga sociedade havaiana. Ele teria nascido entre 1736 e 1761 em Kohala, ilha do Havaí e foi filho de Keku’iapoiwa II e de Keōua Kalanikupuapa'ikalaninui. Porém suspeita-se que este último tenha sido seu pai adotivo, já que o hanai (adoção) era um costume na antiga sociedade havaiana. Ele seria então filho de Kahekili II, um poderoso chefe de Maui.
Após seu nascimento ele e seu pai foram levados para a corte de Alapa’inui, o chefe-supremo da Ilha Havaí, que faleceu em 1754 deixando o comando da ilha para Kalaniʻōpuʻu que reinou até sua morte e criou Kamehameha como seu filho.

### Vida adulta inicial
Após anos na corte do tio, o chefe Kalaniʻōpuʻu faleceu em 1782 deixando o poder para seus filhos Kalani'ōpu'u  e Kīwala'ō, enquanto Kamehameha herdou o poder religioso da região, sendo muito devoto do deus da guerra havaiano Kūkāʻilimoku. O relacionamento de Kamehameha com seus primos começou a complicar quando o mesmo fez um ritual em homenagem ao deus da guerra em uma cerimônia, ao contrário do que havia sido combinado na ocasião. Tal ato fez Kamehameha ter o respeito e a lealdade de chefes do distrito de Kona.
Tempos depois foi divulgada para o povo uma profecia de que aquele que conseguisse levantar a pedra de Naha teria a legitimidade para governar todo o Havaí, coisa que Kamehameha tinha feito aos 14 anos segundo as crônicas. Isso faria seus primos o verem como uma ameaça. Outros chefes da ilha se recusaram a ceder poder a Kamehameha e apoiaram seus primos. Entretanto cinco chefes de Kona declararam apoio a Kamehameha, foram; Ke'eaumoku Pāpa'iahiahi, Keaweaheulu Kalua'āpana, Kekūhaupi'o, Kame’eiamoku e Kamanawa. Estes últimos defenderam Kamehameha como unificador da ilha. Outros clãs entretanto, declararam apoio aos irmãos Kalani’opu’u e Kiwala’o. Este último foi derrotado e morto na Batalha de Moku'ōhai, logo depois de uma guerra se iniciar. Após tal batalha Kamehameha e seus aliados se apoderaram das regiões de Kohala, Kona e Hāmākua na Ilha do Havaí.

## Reinado e lutas pela Unificação

### Início da Guerra de Unificação
Logo após a vitória de Kamehemaha, ele declarou um governo único na Ilha Havaí e instituiu um conselho de chefes, sendo o principal deles seu sogro Keeaumoko, pai de sua esposa principal Kaʻahumanu. Foi a partir daí que o soberano planejou a conquista de todas as ilhas do arquipélago havaiano, chegando a cogitar uma conquista muito além disso, já que a profecia da pedra Naha determinava que o soberano reinaria muito mais do que nas ilhas havaianas, chegando até Aoteaora (Nova Zelândia). O apoio internacional veio de comerciantes britânicos e americanos no Pacifico, que venderam armas e munições para o exercito de Kamehameha. Outro grande apoio veio do chefe Kauai, o de Ka’iana e do capitão Brown, que garantiram pólvora de qualidade vindas da China e ajudariam o soberano na conquista. Vale ressaltar dois brancos residentes na ilha, Isaac Davis e John Young que se casaram com mulheres nativas e ajudaram a instaurar um exercito no reino.

### Massacre de Olawalu
Em 1789, Simon Metcalfe comandou o navio de comércio de peles Eleanora, enquanto seu filho, Thomas Humphrey Metcalfe, comandou o navio Fair American ao longo da costa noroeste. Eles deveriam se encontrar no que era então conhecido como Ilhas Sandwich. O Fair American foi retido quando foi capturado pelos espanhóis e rapidamente liberado em San Blas . A Eleanora chegou em 1790, onde foi saudada pelo chefe Kame'eiamoku. O chefe fez algo que o capitão se ofendeu e Metcalfe golpeou o chefe com a ponta de uma corda. Algum tempo depois, enquanto atracado em Honuaula, Maui, um pequeno barco amarrado ao navio foi roubado por habitantes nativos com um tripulante dentro. Quando Metcalfe descobriu para onde o barco foi levado, ele navegou diretamente para a aldeia chamada Olowalu. Lá, ele confirmou que o barco havia sido quebrado e o homem morto. Ele já havia disparado mosquetes contra a aldeia anterior onde estava ancorado, matando alguns residentes, Metcalfe mirou nesta pequena cidade de havaianos nativos. Ele moveu todos os canhões para um lado do navio e começou a chamar os habitantes locais. Centenas de pessoas foram à praia para negociar e as canoas foram lançadas. Quando estavam dentro do alcance de tiro, o navio disparou contra os havaianos, matando mais de 100. Seis semanas depois, a Fair American estava presa perto da costa de Kona do Havaí, onde o chefe Kame'eiamoku morava. Ele decidiu atacar o próximo navio estrangeiro para vingar o ataque do velho Metcalfe. Ele canoou para o navio com seus homens, onde matou o filho de Metcalfe e todos, exceto um (Isaac Davis) dos cinco tripulantes. Kamehameha protegeu Davis e tomou posse do navio. Eleanora estava então ancorado na baía de Kealakekua , onde o contramestre do navio havia desembarcado e sido capturado pelas forças de Kamehameha, já que ele acreditava que Metcalfe estava planejando mais vingança. Eleanora esperou vários dias antes de partir, aparentemente sem saber o que acontecera com Fair American ou com o filho de Metcalfe. Davis e Eleanora'so contramestre John Young tentou escapar, mas foram tratados como chefes, receberam esposas e se estabeleceram no Havaí.

### Conquistas
Em 1790 o rei Kamehameha assume o controle total da Ilha Havaí, ao conquistar a região de Puna do chefe Keawema’uhili, que foi exilado e morto. Na mesma época um dos aliados de Kamehameha, o general Keōua Kūʻahuʻula aproveitou para realizar uma revolta, entretanto a mesma fracassou devido a uma erupção do vulcão Kilauea. Um ano depois o general seria julgado e condenado à morte por Kamehameha, que após tal ocorrido se tornou efetivamente o rei da Ilha Havaí.
A partir de 1795 e com um exercito bastante modernizado e numeroso, o chefe-supremo da Ilha do Havaí conquistou as ilhas de Maui e Moloka’i com uma armada de mais de 10 mil soldados na Batalha de Kawela. Pouco tempo depois ele conquistou e se mudou para a ilha de O’ahu, onde teve de enfrentar a traição de um de seus principais aliados, o chefe Ka’iana que desertou para o lado de Kalanikupule, um chefe local e opositor ás forças de Kamehameha. O mesmo também contava com armamento moderno e comum exercito numeroso, porém acabou perdendo todas as duas forças na Batalha de Nu’uanu em maio de 1795, onde seu exercito foi encurralado na montanha Pali e as forças de Kamehameha os encurralaram até o penhasco onde caíram de uma altura de 300 metros. Nesta batalha morreu o traidor Ka’iana e posteriormente Kalanikupule foi capturado e morto em um sacrifício ao deus da guerra.
A partir da conquista de O’ahu, Kamehameha já ostentava o título de “Rei das Ilhas Havaianas” apesar da ilha de Kaua’i, comandada pelo chefe Kaumuali’i, que apenas viria a se tornar vassalo do rei em 1810.

### Rei das Ilhas Havaianas

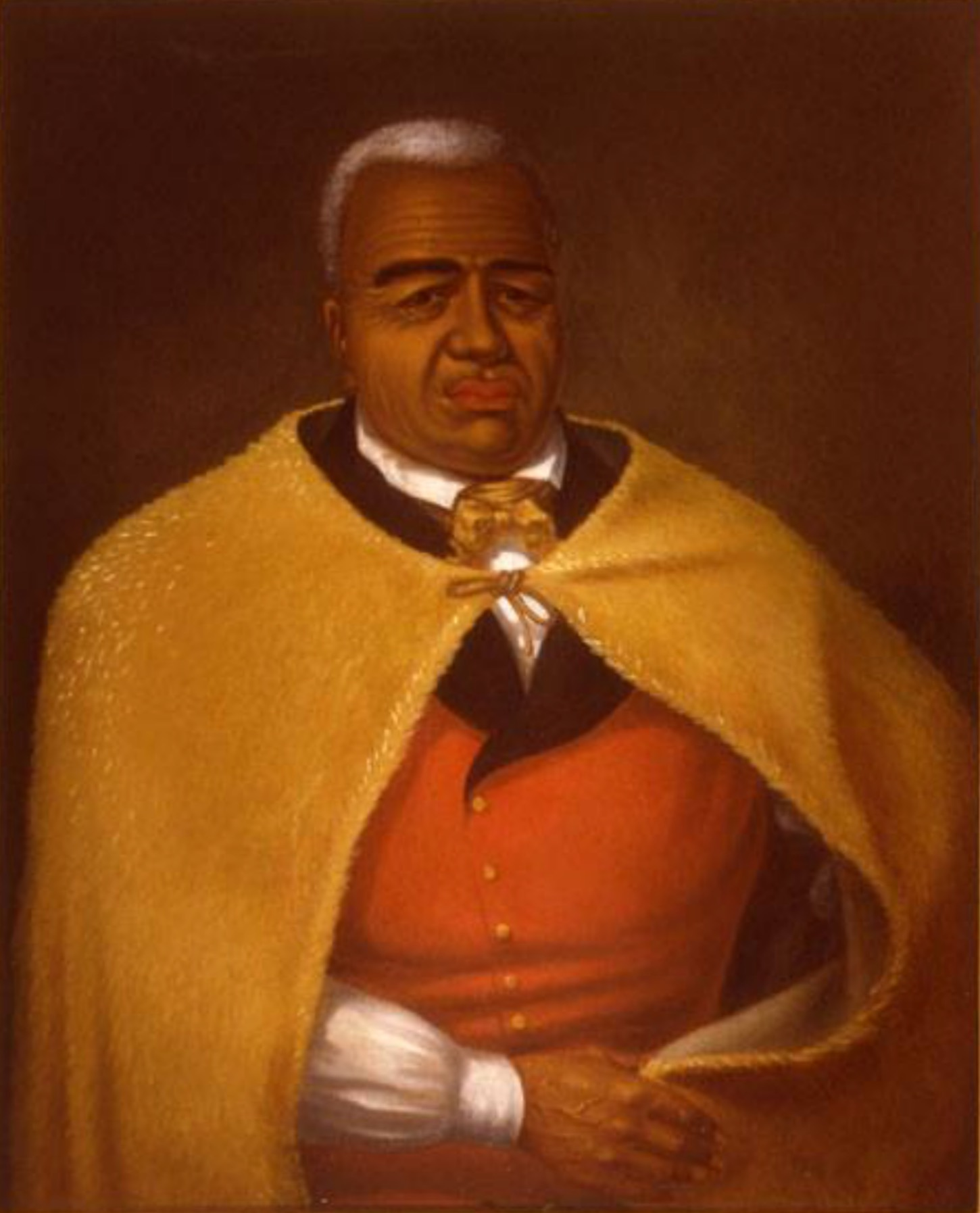
Kamehameha I das Ilhas Havaianas

Como rei do Havaí, Kamehameha tomou medidas para manter a ilha unificada até depois da sua morte. Ele criou um sistema legal, e passou a fazer comércio com os Estados Unidos e a Europa
Kamehameha é considerado um dos primeiros governantes a utilizar leis humanitárias em casos de guerra, sendo a mais conhecidas dela a Mamalahoe, que se originou após um incidente em 1782 onde  ele prendeu seu pé entre duas rochas em uma praia, sendo visto por dois pescadores que com medo do grande guerreiro o atacaram com um remo na cabeça, que foi quebrado logo que entrou em contato com a cabeça do rei. Ele permaneceu desacordado por algum tempo mas conseguiu sobreviver. Anos depois os mesmos pescadores foram encontrados e levados a Kamehamaha, que a esta altura já era rei para serem julgados. Porém ao invés de punir-los, o rei culpou a si mesmo por atacar pessoas inocentes e determinou então;  "Que todo idoso, mulher e criança deite-se à beira da estrada em segurança". Isso influenciou muitas leis humanitárias de guerra subseqüentes.
Young e Davis se tornaram conselheiros de Kamehameha e forneceram-lhe armas avançadas que ajudavam no combate. Kamehameha também era um rei religioso e guardião do deus da guerra Kukaʻ ilimoku. Vancouver observou que Kamehameha adorava seus deuses e imagens de madeira em um heiau , mas originalmente queria trazer a religião da Inglaterra, o Anglicanismo, para o Havaí. Os missionários não foram enviados da Grã-Bretanha porque Kamehameha disse a Vancouver que os deuses que ele adorava eram seus deuses com mana e que, por meio desses deuses, Kamehameha havia se tornado o governante supremo de todas as ilhas. Testemunhando e respeitando a devoção de Kamehameha, Vancouver decidiu não enviar missionários do Reino Unido.
Nos anos posteriores Kamehameha foi vitima de muitos atentados, sobrevivendo a todos. Ele também construiu complexos de palácios em todas as ilhas que conquistou, em especial em Kamakahonu, onde passava a maior parte de seu tempo com suas esposas e filhos. Não se sabe ao certo quantos filhos o rei teve e nem quantas esposas, embora se debata que este numero pode ser entre 20 e 40 esposas no total.

### Morte
Kamehamaha faleceu entre 8 ou 10 de maio de 1819, em Kamakahonu, na cidade de Kailua-Kona. Seu corpo foi escondido por dois amigos de confiança, já que considerava que seu mana (energia vital) era sagrado e seu corpo deveria se ocultado. Até hoje não se sabe ao certo onde se encontra o corpo do falecido soberano. Ele foi sucedido por seu filho Liholiho que reinou sob o nome de Kamehameha II.

## Legado
- Até a atualidade sua história é bastante conhecida pelo povo havaiano e é um ícone da cultura popular daquela região.
- Em 1968 o ator Michael Ansara o interpretou na série Jeanie é um gênio.
- Segundo relatos de europeus no Havaí da época de seu reinado, Kamehameha tinha 1,98 m de altura.
- O cartunista japonês Akira Toriyama utilizou o nome do rei para um golpe fictício para sua série de mangás e animes Dragon Ball, nome esse sugerido por sua esposa.